# イールドカーブ

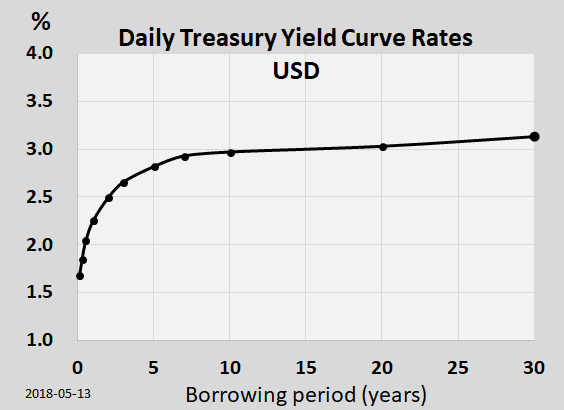
2018年5月13日の米国債のイールドカーブ

イールドカーブ（英: yield curve）あるいは利回り曲線とは、《金利の期間構造》をグラフにしたもの。

## 概要
英語のイールド（英: yield）は金利（利回り）のことであり、《金利の期間構造》（英: term structure of interest rates）とは、債券の残存期間（つまり満期までの期間）と利回りの間の関係のことである。その《イールド》（金利）と《残存期間》の関係をグラフ化すると、そのグラフが曲線になるので、「イールドカーブ」や「利回り曲線」と呼ばれている。
横軸に債券の残存期間、縦軸に利回り（投資金額に対する利息の割合:1年間）をとる。左側が残存期間がゼロで、右に行くほど残存期間が長い。
通常は利回りは残存期間が長いほど高くなるので、イールドカーブは右上がりの曲線となる。
その理由は、残存期間が長いほど現金化するのに時間がかかり金利変動リスクが高まることなどから、そのリスクの大きさに見合った多めの利子をつけないと債券を引き受けてもらえなくなるので、残存期間が長いほど利子が高くなる傾向にあるからである。たとえば、一般に、1年満期のものより2年満期のものの方が、1年あたりの利率が高い。
イールドカーブとは主に金融商品で使われる用語であるが、金融商品を含む多くの役務は少量ですぐに調達でき顧客のリスクが低いもの程高価（割引率が低い）であるが、予約や長期契約、大量購入など顧客のリスクが高い物程安価（割引率が高い）傾向にある。

## リスクプレミアム
リスクプレミアムとは、リスクの大きさに応じたプレミアム、つまり普通の値に上乗せされる値である。

### 金利リスク
残存期間が長いほど、金利変動の影響を大きく受けることになる。つまり、翌日償還の債券は金利変化の影響をほとんど受けないだろうが、残存期間が10年程度あれば、その間に金利がどのように動くかによってその債券への投資の優劣は大きく影響を受ける。たとえば市場の金利が上昇した場合、低い利回りのままの債券に投資したことは失敗となる。
残存期間が長いほど、その金利変動リスクのプレミアムが大きくなることから、利回りが高くなる。この場合、X軸を償還期間、Y軸を利率としてグラフを作ると、右上がりの曲線になる。

### 将来リスク
債券発行体の信頼性は、遠い将来ほど低下する。「明日は倒産しないだろうし、1年後も大丈夫そうだが、5年後では少しあやしく、10年後となるとよく分からない」といった具合である。この場合、1年満期と10年満期が同じ金利であれば、「安全だと思える間は1年満期を選び、満期後に買いなおし、債券発行体の倒産のリスクが高まってきたら買いなおすことを止める」という行動で、人々はリスクを低下させるであろう。そのため、償還期間の長い債券を発行する場合は金利を上乗せしなくては発行が困難となる。この将来に対するリスクプレミアムのため、イールドカーブは右上がりの曲線になる。

## 用語

### グラフの形状に関する用語
順イールド（normal yield）
多くの場合、短期の金利よりも長期の金利の方が高いので、イールドカーブは右上がりになる。
スティープ化（steepening）
短期の債券と長期の債券の金利差が大きくなると、傾斜が急になる。これをスティープ化と呼ぶ。
フラット化（flattening）
短期の債券と長期の債券の金利差が小さくなると、イールドカーブの傾斜が緩やかになる。これをフラット化と呼ぶ。
逆イールド（inverted yield）
フラット化が更に進んで、短期の債券より長期の債券の金利が低くなること（長短金利の逆転）がある。この場合のイールドカーブは、右下がりの曲線になる。これを逆イールドと呼ぶ。逆イールドは景気後退の予兆とされており、その発生を金融界や産業界は警戒する。

### 金利の期間構造が生じる理由の用語
金利の期間構造が生じる理由に関しては以下の名称が付けられている。
特定期間選好仮説（preferred habitat theory）
純粋期待仮説、流動性プレミアム仮説、市場分断仮説を組み合わせて、金利の期間構造が生じるという仮説。Franco ModiglianiとRichard Sutchが1966年に提唱した。
純粋期待仮説（pure expectations hypothesis）
将来の短期金利の予測により、より長期の金利が決まるという仮説。
流動性プレミアム仮説（liquidity premium hypothesis）
短期債券の方が長期債券よりも好まれるため、長期債券の方が金利が高くなり、順イールドが生じるという仮説。
市場分断仮説（market segmentation hypothesis）
金融機関の業務や投資家により必要とする債券の償還期間が異なるので、長期債券と短期債券の需給は異なる理由により生じるという仮説。

## イールドカーブ・コントロール
中央銀行が公開市場操作を通じて金利操作する場合、対象は短期金利に限定され、長期金利の動きは市場に委ねるのが通例である。しかし、政策目標の達成のために長期金利も操作の対象にして、イールドカーブの傾きをコントロールすることをイールドカーブ・コントロール（YCC）という。
日本銀行は、2016年9月、「長短金利操作付き量的・質的金融緩和」を開始し、10年日本国債の金利も操作対象に加えた。長期金利の誘導目標の変遷は政策金利を参照。